# ایون دی فرانچسکی
ایون دی فرانچسکی (انگلیسی: Ivone De Franceschi؛ زادهٔ ۱ ژانویهٔ ۱۹۷۴) بازیکن فوتبال اهل ایتالیا است.
از باشگاه‌هایی که در آن بازی کرده‌است می‌توان به باشگاه فوتبال کیه‌وو ورونا، باشگاه فوتبال سالرنیتانا، باشگاه فوتبال ونتزیا، باشگاه فوتبال باری، باشگاه فوتبال پادوا، و باشگاه فوتبال اسپورتینگ پرتغال اشاره کرد.